# Доброе Поле (Псковская область)
Доброе Поле — деревня в Порховском районе Псковской области России. Входит в состав сельского поселения «Верхнемостская волость».
Расположена на юге волости, у берега реки Лиственка, в 57 км к юго-западу от города Порхова и в 11 км к юго-востоку от волостного центра Верхний Мост.
Численность населения деревни на конец 2000 года составляла 11 человек.